# 田中絹代
田中 絹代（たなか きぬよ、1909年11月29日 - 1977年3月21日）は、日本の女優、映画監督。本名同じ。旧芸名は田中 錦華（たなか きんか）。
黎明期から日本映画界を支えた大スターであり、日本映画史を代表する大女優の一人。14歳で松竹に入社し、清純派スターとして人気を得て、松竹の看板女優となった。
戦後は年齢を経るに従って演技派として成長し、脇役を演じることが多くなるも円熟した演技を見せ、晩年は『サンダカン八番娼館 望郷』の演技で第25回ベルリン国際映画祭銀熊賞（最優秀主演女優賞）を受賞した。主な作品に『マダムと女房』『愛染かつら』『西鶴一代女』『雨月物語』『煙突の見える場所』『楢山節考』『おとうと』など。また、映画監督としても6本の作品を残している。

## 来歴

### デビューまで
1909年（明治42年）11月29日、山口県下関市関後地村（現在の下関市丸山町）に父・久米吉と母・ヤスの四男四女の末娘として生まれる。元々は裕福な家庭だったが1912年（明治45年）1月に久米吉が病死したのを皮切り、田中家は数々の不運に見舞われ次第に困窮していく（後述）。家の経済事情の悪化により1916年（大正5年）9月に保太郎を後見人に、母と兄3人、姉1人とともに大阪市天王寺村（現在の天王寺区）へ移住した。直後に患った病気療養により長期間学校に通えなかったが、治癒後保太郎が家庭教師になって猛勉強したおかげで、1918年（大正7年）4月に天王寺尋常小学校3年に編入される。
幼い頃から琵琶を習っていた絹代は筑前琵琶の宮崎錦城に弟子入りし、1919年（大正8年）に免許を受けて田中錦華の名を貰うが、小学校で女性教師と諍いを起こして自主退学する(後述)。翌1920年（大正9年）、錦城が組織した琵琶少女歌劇に加わり、楽天地の舞台に立つ。そのうち楽天地にある映画館に出入りし、栗島すみ子主演の『虞美人草』に感激したり、子役の高尾光子に憧れるうちに映画女優を志す。絹代を琵琶の師匠にと考えていた母に猛反対されるが、1923年（大正12年）に歌劇団が解散したこともあり、保太郎の説得で女優になることを許可された。

### 映画スターに（サイレント映画時代）

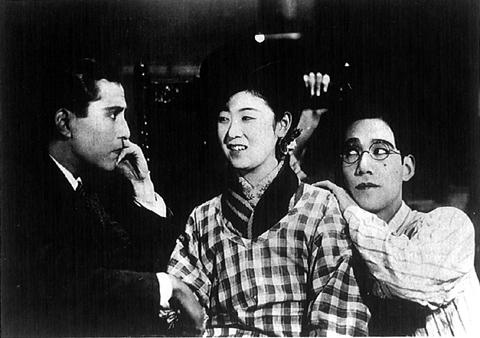
『お嬢さん』（1930年）左から岡田時彦、田中、斎藤達雄

1924年（大正13年）7月、兄（三男）が松竹大阪支社で給仕係として働いていた関係で面接を行い、8月に松竹下加茂撮影所へ入社、母と2人で京都に移住した。10月に野村芳亭監督の時代劇『元禄女』で映画デビュー。同作では「犬の腰元」役を演じたが、主演の柳さく子と姿恰好が似ていたため、同時に彼女の後姿の代役もこなした。続いて同年公開の清水宏監督『村の牧場』では早くも主役に抜擢された。
1925年（大正14年）は清水監督作品2作に助演後、6月の撮影所閉鎖によって松竹蒲田撮影所に移籍。島津保次郎監督の喜活劇『勇敢なる恋』で中浜一三の妹役に抜擢され、以来島津監督の『自然は裁く』『お坊ちゃん』、清水監督の『妖刀』、野村監督の『カラボタン』などに下町娘、村娘、お嬢さん、芸者など、うぶな娘役で出演、時に準主演級の役もついた。
1927年（昭和2年）、五所平之助監督の『恥しい夢』で芸者役で主演するとこれが出世作となり、同年7月に17歳で準幹部に昇格。同年、池田義信監督の映画『真珠夫人』で子供の頃からの憧れだった栗島すみ子と初共演を果たす。
翌1928年（昭和3年）からは牛原虚彦監督・鈴木傳明主演の『彼と田園』『陸の王者』などの青春映画で鈴木の相手役として出演。この年だけでも16本もの作品に出演し、早くも蒲田の大スター・栗島すみ子に迫る人気スターとなり、1929年（昭和4年）1月には幹部に昇進した。この年も牛原・伝明とのトリオで『彼と人生』『大都会 労働篇』に出演したほか、小津安二郎監督の初期作品である映画『大学は出たけれど』では可憐な娘を好演。「明るくあたたかく未来をみつめる」という蒲田映画のシンボル的イメージを確立し、栗島を抜いて松竹蒲田の看板スターとなった。

### トーキー映画の時代へ
1931年（昭和6年）、五所監督による日本初の本格的トーキー映画『マダムと女房』に主演し、その甘ったるい声で全国の映画ファンを魅了した。また同作で抜群の記憶力と勘の良さで自在にセリフを操った絹代は、それ以降サイレント映画の主役たちに取って代わるようになる。1932年（昭和7年）、野村監督の『金色夜叉』で下加茂の大スター林長二郎と共演、二人による貫一・お宮で評判を呼び、どこの劇場も満員札止めの大盛況となるほどの人気作となった。ほか、五所監督『伊豆の踊子』『人生のお荷物』、島津監督『春琴抄 お琴と佐助』などに主演していき、トーキー時代も蒲田の看板スターとして在り続けた。1933年（昭和8年）1月に大幹部待遇、1935年（昭和10年）に大幹部となった。
1936年（昭和11年）1月15日に撮影所が蒲田から大船に移転してからも、松竹三羽烏の上原謙、佐野周二、佐分利信らを相手役として、次々と作品でヒロインを演じた。特に1938年（昭和13年）に上原と共演した野村浩将監督のメロドラマ『愛染かつら』は空前の大ヒットを記録し、その後4本の続編が製作された。一部マスコミでは、「“田中絹代”という女優を日本中の誰もが知るようになったのは、『愛染かつら』シリーズに出演してから」と位置づけられている。1940年（昭和15年）には溝口健二監督の『浪花女』に主演し、溝口監督の厳しい注文に応え、自らも演技に自信を深めた。

### 戦後の活躍

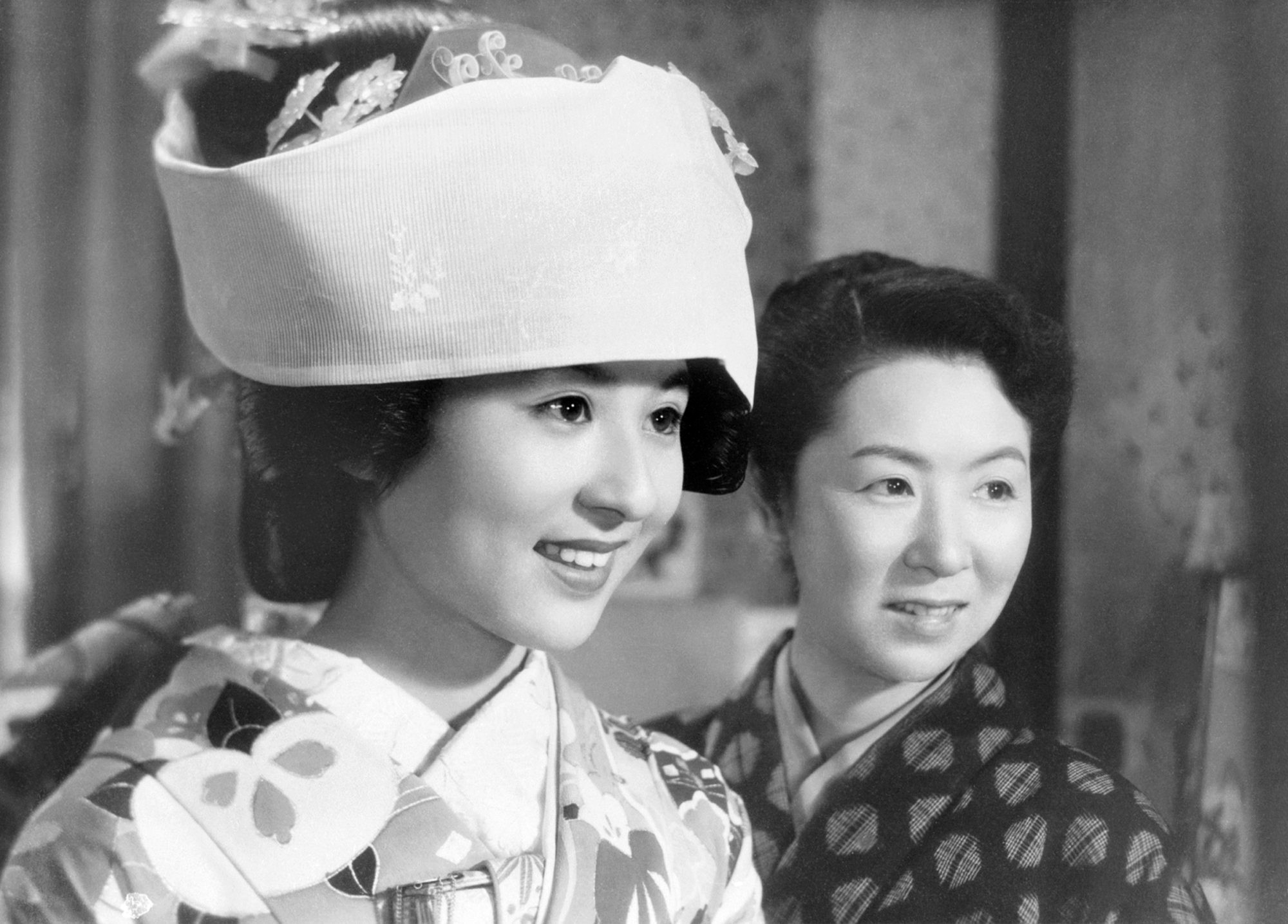
『おかあさん』（1952年）右。左は香川京子

戦後は引き続き松竹の看板女優として主役の座を守り続け、それまで清純派として活躍していたが、溝口監督の『夜の女たち』や小津監督の『風の中の牝鶏』では汚れ役に挑戦して新境地を開拓。1947年（昭和22年）と1948年（昭和23年）に毎日映画コンクール女優演技賞を受賞。
この受賞により1949年（昭和24年）10月、戦後初の日米親善使節に指名され、これを機に松竹を退社して渡米し、約3ヵ月間を現地で過ごす。しかし翌1950年1月に帰国すると田中の出発時との見た目の変わりようや振る舞いが原因で、多くのメディアやファンにより大バッシングが巻き起こる（後述）。数ヶ月間鎌倉で静養した後、同年の夏頃に新東宝で小津監督の『宗方姉妹』に出演することになり、同時に木下惠介監督の『婚約指環』を撮影。しかし両作とも不評で、とくに後者は三船敏郎と恋人役を演じたが、それが「老醜」とまで酷評された。
この女優としてのピンチを救ったのが、田中と同じくスランプに遭っていた溝口監督で、彼女は1952年（昭和27年）の『西鶴一代女』に主演。田中はお春役として御殿女中から様々な運命をたどり、ついには街娼となって老醜をさらけ出すという女の一生を演じる。作品はヴェネツィア国際映画祭で国際賞を受賞し、田中は一世一代の名演を披露、女優として完全復活を果たした。溝口も同時にスランプから脱することに成功し、翌1953年（昭和28年）には同じコンビで『雨月物語』を製作、作品はヴェネツィア国際映画祭銀獅子賞を受賞した。翌1954年（昭和29年）には同じく溝口の『山椒大夫』と『噂の女』に出演した。

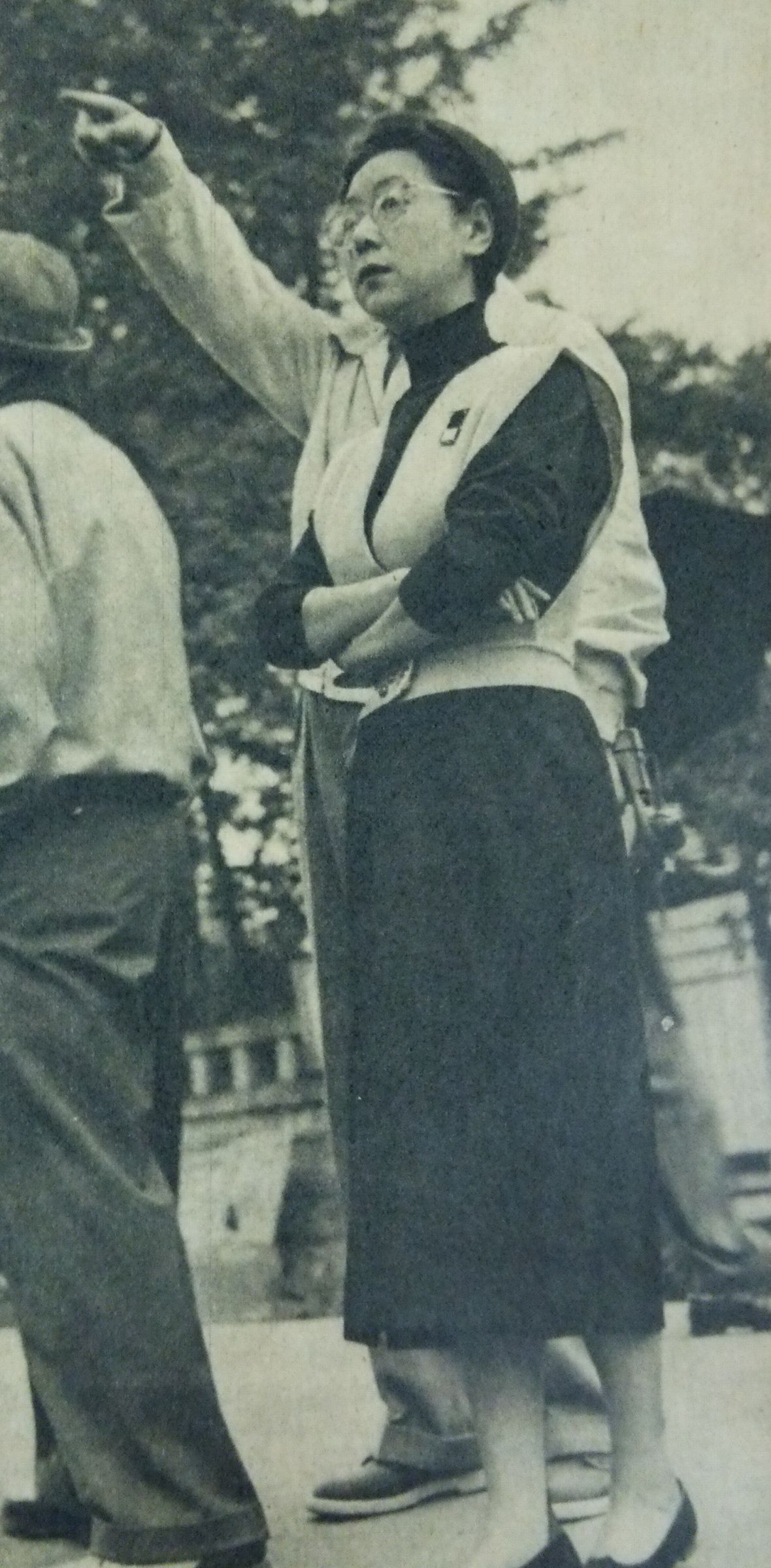
『恋文』をロケーション中の田中

1953年2月、丹羽文雄原作の『恋文』で映画監督業へ進出することを発表。同年12月に監督デビューした後、10年間で京マチ子主演の『流転の王妃』など計6作品を撮り（詳しくは後述）、「細やかな演出」と高い評価を受けた。

### 老婆役での活躍とテレビドラマ進出
1950年代中頃に40代半ばを迎えたがその後も女優業に邁進し続け、特に老婆役で優れた演技を見せるようになる。主演作こそ少なくなるものの、成瀬監督の『流れる』、家城巳代治監督の『異母兄弟』などに重要な役で出演。1958年（昭和33年）公開の木下監督『楢山節考』では自分の差し歯4本を役作りのために外して老婆を演じ、キネマ旬報賞女優賞を受賞。それ以降は脇役に回り、小津監督の『彼岸花』や市川崑監督の『おとうと』などで母親役を好演。
1965年（昭和40年）、黒澤明監督の『赤ひげ』に出演した後、パーキンソン病に罹った兄の看護に専念するため、しばらくは仕事を断るようになった。1968年に郷里・下関の赤間神宮で、「明治百年記念」と題して開催された先帝祭で「禿（かむろ）」に扮し、同郷の女優・木暮実千代と共に特別出演した。1970年（昭和45年）、NHK大河ドラマの『樅ノ木は残った』に出演。以降はテレビドラマにも活躍の場を広げ、『前略おふくろ様』の主人公の母親役や連続テレビ小説『雲のじゅうたん』のナレーションなどで親しまれた。また、1970年に紫綬褒章を受章。
1974年（昭和49年）、熊井啓監督の『サンダカン八番娼館 望郷』で元からゆきさんの老婆を演じ、ベルリン国際映画祭最優秀女優賞や芸術選奨文部大臣賞などを受賞した。1975年3月、日本経済新聞の『私の履歴書』の欄に田中の半生などが1ヵ月間に渡って掲載された。それまで神秘のベールに包まれてきた日本を代表する女優の半生が、初めて本人の言葉で明かされ、読者から大きな反響を呼んだ。

### 死去
最晩年、借金を抱えて困窮していた田中の面倒は唯一の親戚である 小林正樹監督が看ていた。
1977年（昭和52年）1月12日に強度の頭痛に襲われて順天堂病院に緊急入院し、脳腫瘍と診断された数日後には視力を失った。3月21日（月曜日）午後2時15分に脳腫瘍の悪化により死去。67歳没。入院中の田中は、見舞いに来た小林に「目が見えなくなっても、やれる役があるだろうか」と言い、女優復帰を願っていたが叶わなかった。
遺作はテレビドラマ『前略おふくろ様』。生涯で約260本の映画に出演した。同年3月31日に築地本願寺で映画放送人葬が行われ、又従弟の小林正樹が喪主、城戸四郎が葬儀委員長を務めた。弔辞は日本監督協会理事長の五所平之助のほか高峰三枝子が行った。映画放送業界の約400人、ファン約3千人が参列し、みな焼香台の上に100円玉を置いていったという。法名は迦陵院釋尼絹芳。
生前「死んだら、母の眠る下関で眠りたい」と希望していたことから、墓所は下関市の下関中央霊園にある。また、1979年（昭和54年）の三回忌では小林正樹によって、神奈川県鎌倉市の円覚寺にも墓が建立されて分骨された。

### 没後
1985年（昭和60年）、小林により毎日映画コンクールに「田中絹代賞」が創設され、映画界の発展に貢献した女優に贈られることとなった。第1回受賞者は吉永小百合。なお、毎日映画コンクールは第79回（2024年度）より、ジェンダーレスの観点から俳優賞の男女の区別を撤廃し、女優に限定していた同賞は休止となっている。
1986年（昭和61年）、新藤兼人が『小説 田中絹代』を週刊読売に連載し、翌1987年（昭和62年）にこれを原作に、市川崑監督・吉永小百合主演で『映画女優』として映画化された。
1987年（昭和62年）、下関市民の間で本格的な顕彰活動が始まる。下関などのファンにより毎年、命日である3月21日に「花嵐忌（からんき）」と名付けられた市民墓参会が下関中央霊園（下関市井田）で開かれる。また同日に田中絹代ぶんか館で出演映画の上映が開催されるようになった。
2000年（平成12年）、『キネマ旬報』発表の「20世紀の映画スター」で、著名人選出日本人女優部門で第5位、読者選出日本人女優部門で第4位にランクインされた。また、2014年（平成26年）には同誌の「オールタイム・ベスト日本映画男優・女優」女優部門で第8位にランクインされている。
2009年（平成21年）、生誕100周年となるこの年に上映会をはじめとするさまざまな催しが行なわれた。松竹は、絹代生誕100周年を記念する「絹100%プロジェクト」 として、作品の上映会・DVD発売・CS放送・ネット配信など各種イベントなどを開催。東京国立近代美術館フィルムセンターでは、9月4日から12月20日の約4か月間わたって企画展「生誕百年 映画女優 田中絹代」で遺品や関連資料を展示。同館は10月6日から11月15日、11月17日から12月27日の約3か月にわたって大規模な特集上映「生誕百年 映画女優 田中絹代(1)、(2)」で出演作および監督作計97作品を上映した。第10回東京フィルメックス映画祭では、「ニッポン★モダン1930 〜もう一つの映画黄金期〜」として田中絹代出演作を中心に特集上映し、特に生誕100年に当たる11月29日には「絹代DAY」として代表作を上映した。このほかにも、各地で特集上映会が催された。

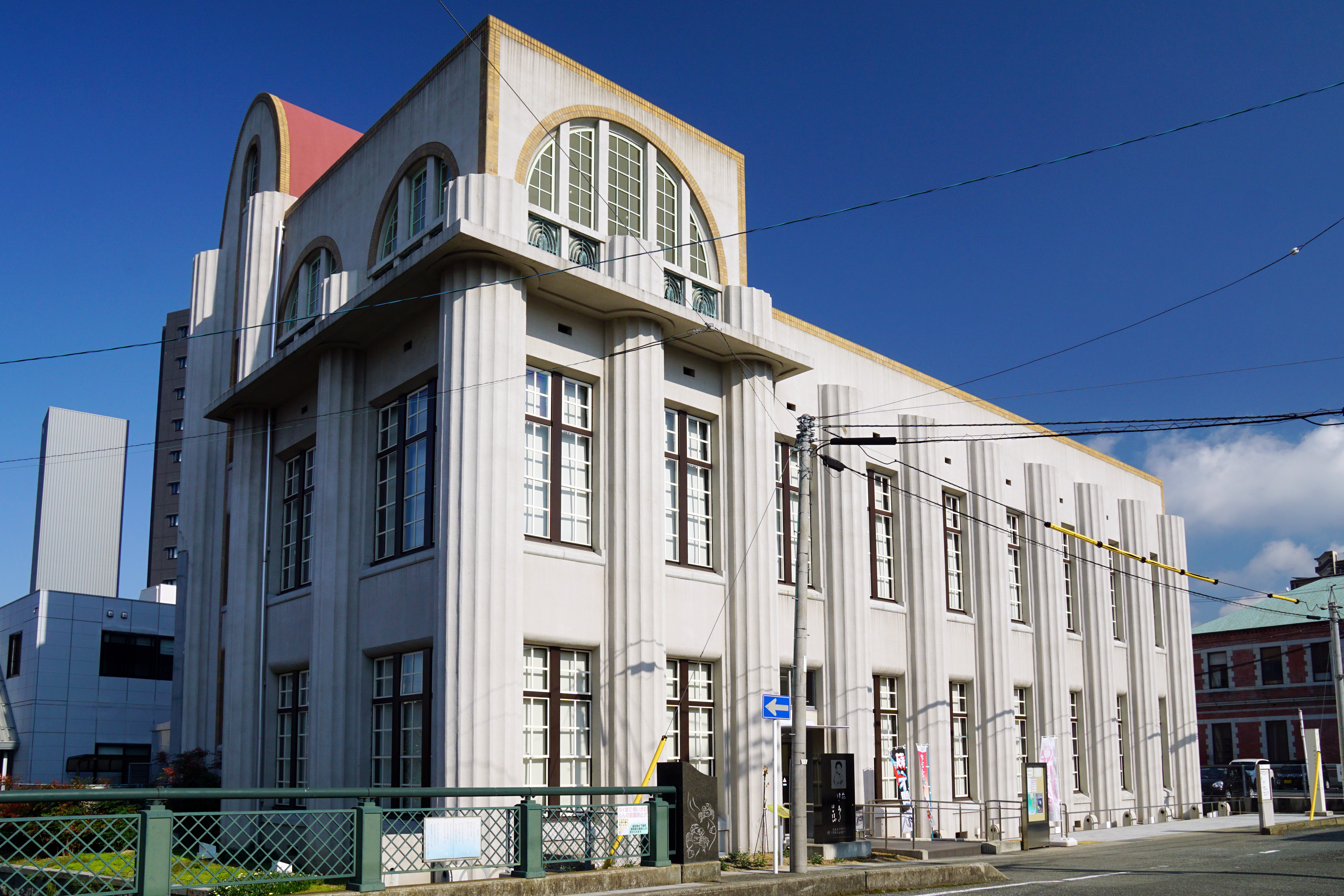
下関市立近代先人顕彰館
（田中絹代ぶんか館）

2010年（平成22年）、下関市の旧逓信省下関電信局電話課庁舎の建物に下関市立近代先人顕彰館（田中絹代ぶんか館）がオープン。セレモニーには松坂慶子、奥田瑛二、安倍晋三らが出席した。

## 人物・エピソード

### 生い立ち
1909年11月、田中家の庭で家族で歳末の餅つきをしていた所、ヤスが産気づいてその後田中を出産した。これにちなんで田中は、「絹餅のような白い肌になってほしい」との願いから“絹代”と名付けられた。当時、母の実家・小林家は平家の末裔とされる下関の大地主で、廻船問屋を営んでいた。久米吉はそこの大番頭であったが、絹代が生まれた頃には呉服商を営み、貸し家を20軒も持っていた。
幼くして父を亡くした後、母は藤表製造業を営んでいたが、使用人に有り金を持ち逃げされるなどの災難に遭い、一家の生活は徐々に暗転していく。田中が6歳の頃、母が共同出資していた実家の兄・小林保太郎の造船事業が次々と失敗したため両家とも倒産してしまう。子供の頃は体が弱かったのか、1916年4月に下関市立王江尋常小学校に入学するが、直後にはしかに罹りほとんど出席しないまま1学期を終えてしまう。また、同年9月には家族で大阪に移住するが、今度は肺炎に罹り1年半療養生活を送った。
さらに不幸は続き、田中の尋常小学校入学後、20歳の長兄・慶介が兵役忌避をして失踪したことで一家は後ろ指を指されることになる。上記の田中が肺炎で療養生活をしていた頃に、華厳滝で投身自殺を図った次兄が肺炎で死亡。加えて天王寺尋常小学校に編入後の授業中、田中が琵琶の教本を読んでいたのを女教師に見つかり罰で校庭に立たされ、級友に笑われた恥ずかしさと口惜しさから学校をやめてしまう。その後「琵琶少女歌劇」時代を経て女優の道を歩むこととなる。ちなみに母・ヤスはその後1937年に死去し、下関に墓を建立した。

### 渡米と帰国後の大バッシング
1949年10月21日から日米親善使節として渡米し、約3ヶ月間の滞在中にハワイやハリウッドを巡り50回以上の公演をこなした。ハワイでは各地で歓迎のレイを首にかけられ、戦時下で差別された日系人からもひときわ大きな熱烈歓迎を受けたという。ハリウッドでは映画スタジオなどを見学してベティ・デイヴィス、シルヴィア・シドニーらと会い、ジョーン・クロフォードの撮影などを見学したり、当時の先端的なメイク法も教わった。
翌1950年（昭和25年）1月19日に帰国した。出発時は豪華な古代ものを使った小袖姿 だったが、帰国時は茶と白のアフタヌーンドレスと毛皮のハーフコート、緑のサングラスにハワイ土産のレイをまとって登場。報道陣らには「ハロー」と一声発し、銀座のパレードで投げキッスを連発。この姿と行為で渡米を後援した毎日新聞社を除くメディアから「アメリカかぶれ」と叩かれ、一部のメディアからは「アメション女優」などと形容された。
一方田中のファンたちも「アメリカに毒された」と猛反発し、「銃後を守る気丈な日本女性」 のイメージを確立していた国民的女優の突然の変身に、敗戦に打ちひしがれ貧困の状態にあった国民は戸惑い、同時に憤りをかきたてることになり、田中はそれ以降自殺を考えるほどのスランプに陥った。さらに1951年（昭和26年）には、映画雑誌『近代映画』のスター人気投票の女優部門で10位以内にも入らずトップスターの地位を失った。当時田中は、知人に「ファンレターが1通も来なくなった」と漏らしていたという。

### 仕事に対する姿勢や周りからの評価
作品に情熱を込めて役作りをしてセリフも徹底的に暗記し、死後遺品となった台本には田中により細かく色々と書き込みがされていたという。先述の『私の履歴書』で田中は、「私は役をやる上で、監督から“痩せろ”と言われれば痩せ、“太れ”と言われれば太ることができます」と語っていたという。田中は、黒澤・小津・溝口・成瀬という4大映画監督がこぞって起用した数少ない女優の1人である。他にも五所平之助、清水宏、木下惠介ら大物監督に重用された。
著作『輝け！キネマ 巨匠と名優はかくして燃えた』で田中絹代の新解釈を試みた映画評論家の西村雄一郎は、「シナリオに書いてある役柄を、その根本まで理解しひたむきに演じた。さらに熟考して新たな意見を出すため、巨匠たちにとって想像以上の効果を出してくれる得難い女優だったのです」と解説している。
30年間に渡り田中の研究を続ける、「田中絹代メモリアル協会」の現在(2021年)の事務局長は、「田中は身長が150cmしかなく、絶世の美女でもありません。しかし、必死に役を学び、誰にもまねできない和服の裾さばきと手さばきを身につけました。また、男性のように振る舞うのではなく、男性を尊重しながら女性の良さを表現することを実践した、昭和を代表する女優でした」と評している。

### 監督デビュー
1953年に監督業を始めるにあたり相談相手の成瀬巳喜男監督に弟子入りし、成瀬の『あにいもうと』に監督見習いとして加わった。成瀬監督自身から手ほどきを受けたが、その際「今までのスター意識を捨てろ。マイカーで来るな。撮影の30分前に準備しろ。撮影中は座るな」などと厳命され、撮影期間の約50日間耐えた。そして同年12月に初監督作品の『恋文』を公開、日本で二人目の女性監督の誕生となった。
1954年7月に監督2作目の『月は上りぬ』の製作を小津安二郎から推薦される。しかし、五社協定に加盟していない日活での製作のため、日本映画監督協会理事長である溝口に反対される。田中は小津の協力で映画を完成させたが、これが原因で溝口との関係を疎遠なものにしてしまう。女優としては一流であった一方で、映画監督としては同様にはいかず、演出が上手く出来ず、撮影が大幅に遅れることもあったと言う。

### 恋愛関係など
田中は10代の頃、以前から恋愛関係にあった清水宏監督から求婚された。しかし母・ヤスの反対に遭ったことから、城戸四郎の提案で1927年に「試験結婚」（今で言う同棲生活）という形で“結婚”した。しかし、その後の2人の生活は“夫婦”ゲンカが絶えず、1929年に関係を解消した。
溝口監督の作品に合計15作品出演し、2人は公私に渡る親交を結んでいる。溝口は撮影に入れば容赦なく自分の望む演技を徹底的に要求し、田中もそれに必死で応えた。ある時から溝口は田中に惚れていて結婚を願望していたが、田中側は彼に魅力を感じておらず、新藤兼人や田中の証言によると溝口の片思いだったと言われる。また、映画評論家の西村雄一郎も、「田中は生前、溝口について『演出家としての溝口先生を尊敬しております』と言うだけだった。結局溝口の片思いに終わったようです」としている。ちなみにこの頃の田中と溝口の公私におけるやり取りは、その後先述の吉永小百合の主演映画『映画女優』で、菅原文太と共に演じられた。
このほか、慶應義塾大学野球部の花形スターだった水原茂とのロマンスもあった。しかし結局、田中は清水監督との短い「試験結婚」を除き、その後は独身を貫いた。

### 鎌倉の自宅など
1936年、神奈川県鎌倉市の鎌倉山に3棟合わせて25部屋もある豪邸を建築し、マスコミなどから「絹代御殿」と称された。当時の鎌倉山は高級住宅地で、田中のこの自宅の西隣りには近衛文麿の別邸、東隣りには藤原義江邸があった。1949年に岩田宙造の別宅（山椒洞）を購入して移り住むが、1954年には、帝国ホテルを居所とし、「絹代御殿」を売却した。ちなみに1950年1月に大バッシングに遭った時は、マスコミを逃れて心身を癒すため数ヶ月間をここで静かに過ごしたという。その後1965年に鎌倉山に自宅を新築した。
田中の没後、小林正樹が「山椒洞を人手に渡したくない」として購入 し、料亭の檑亭別館として建物を保存していたが、店舗閉店後に檑亭の経営的理由で建物は解体された。その後みのもんたが自宅新築のため同敷地を購入し、現在(2021年)も暮らしているとのこと。

### その他
- 動物好きとして知られ、自宅で犬や猫を飼っていた[2]。
- “林長二郎”時代の長谷川一夫と何度も共演し、田中の遺品のアルバムには彼とのツーショット写真が多く残されているという[2]。
- 楳図かずおの長編大作・洗礼に主人公が"田中絹子"と共演する部分がある。

## 受賞歴
- 毎日映画コンクール
  - 1947年：女優演技賞 『結婚』『不死鳥』『女優須磨子の恋』
  - 1948年：女優演技賞 『夜の女たち』『風の中の牝鶏』
  - 1957年：女優助演賞 『異母兄弟』『地上』『太夫さんより 女体は哀しく』
  - 1960年：女優助演賞 『おとうと』
  - 1974年：女優演技賞 『サンダカン八番娼館 望郷』
- キネマ旬報賞
  - 1958年：女優賞 『楢山節考』
  - 1974年：女優賞 『サンダカン八番娼館 望郷』
- 1970年：紫綬褒章
- 1974年：ベルリン国際映画祭最優秀女優賞 『サンダカン八番娼館 望郷』
- 1974年：芸術選奨文部大臣賞
- 1977年：勲三等瑞宝章（没後追贈）

## 出演作品

### 映画
- 元禄女（1924年、松竹キネマ）
- 村の牧場（1924年、松竹キネマ）

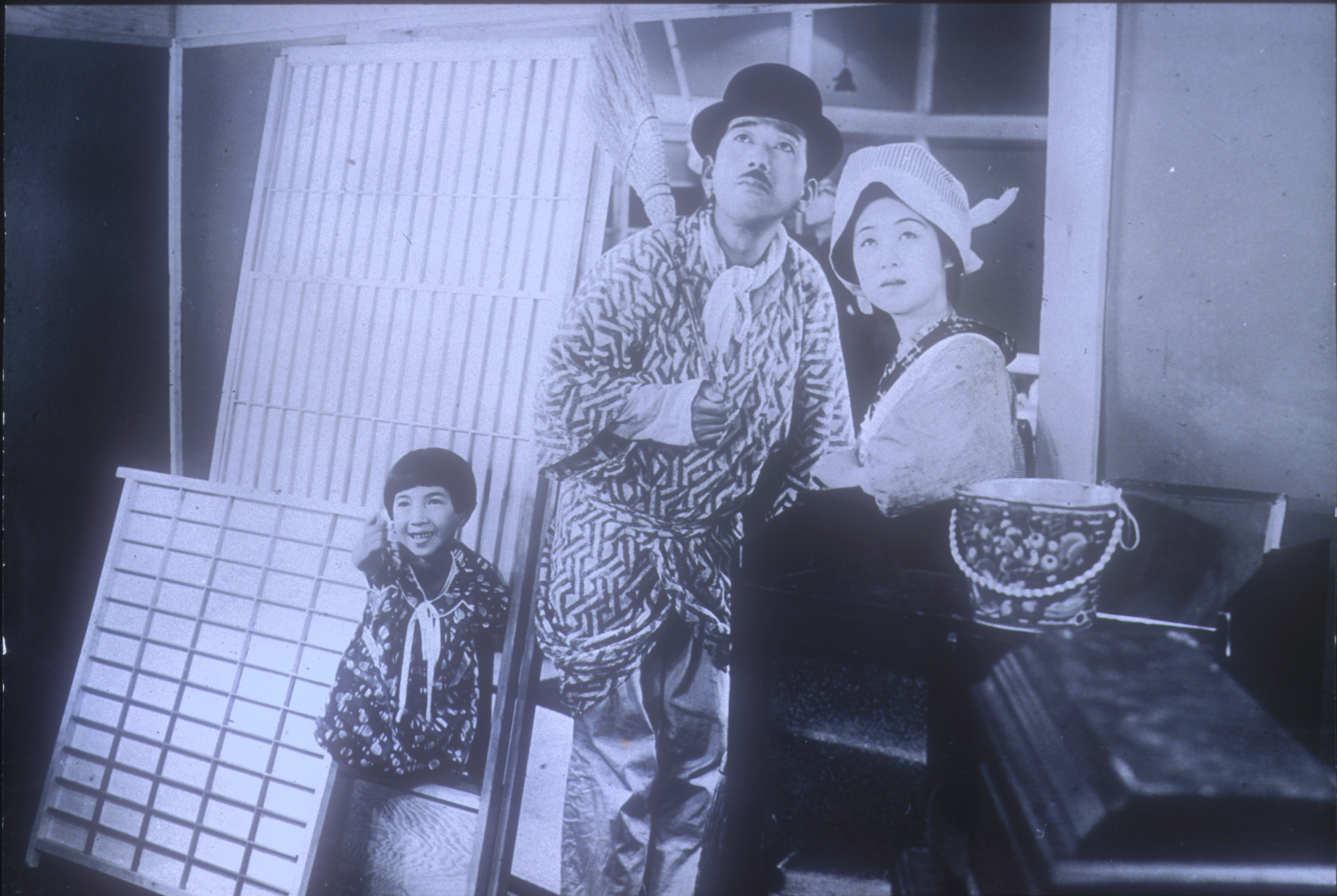
『マダムと女房』（1930年）

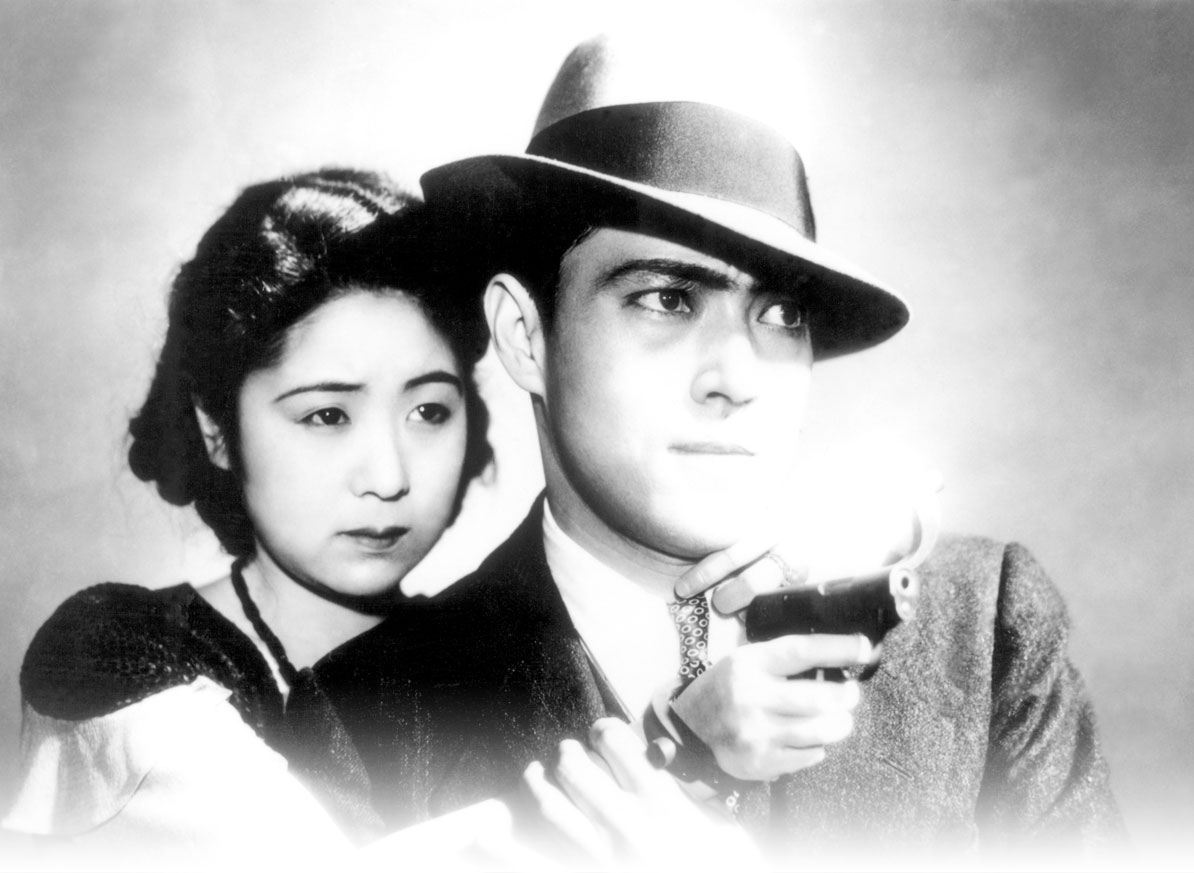
『非常線の女』（1933年）

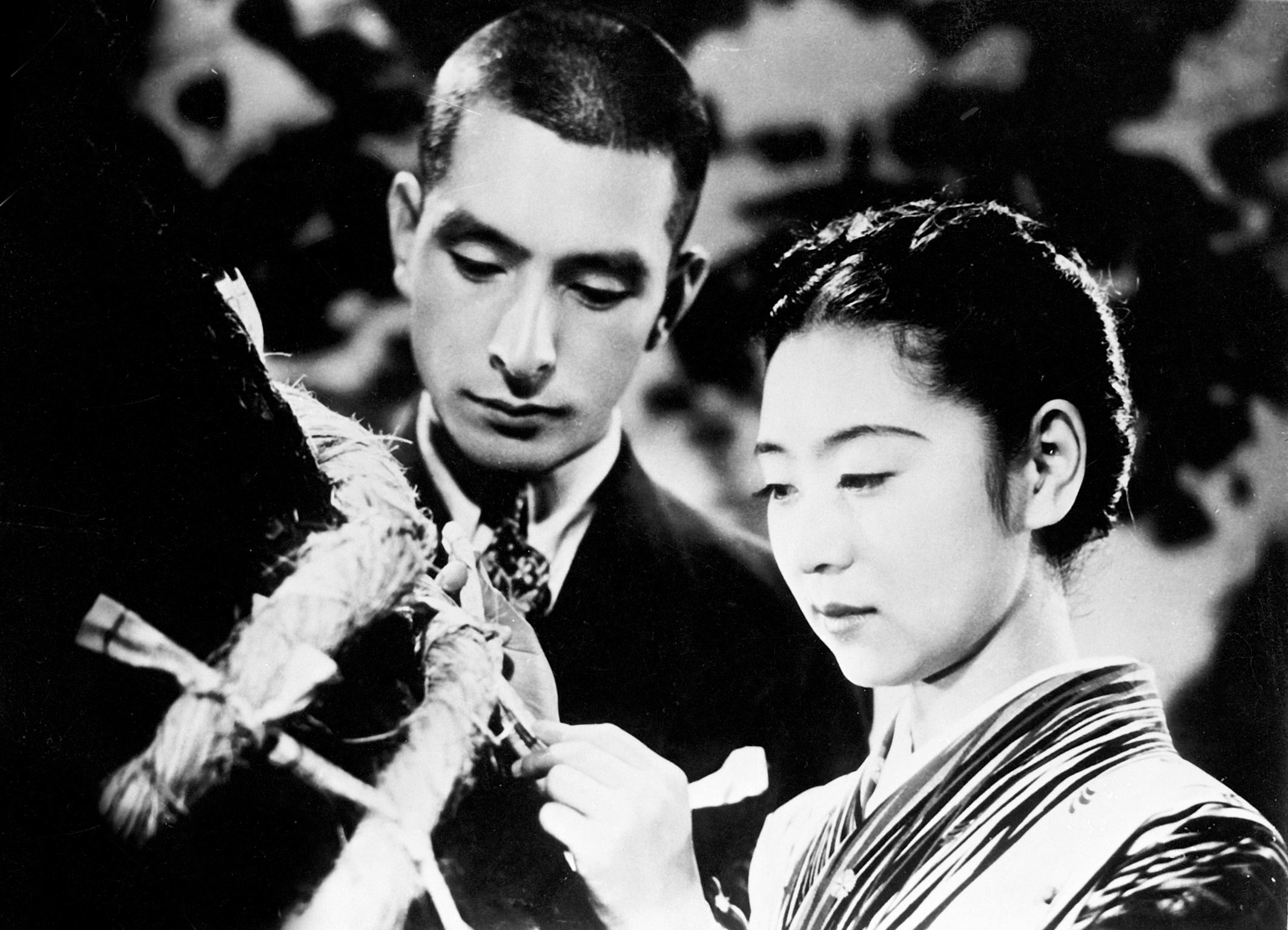
『愛染かつら』（1938年）

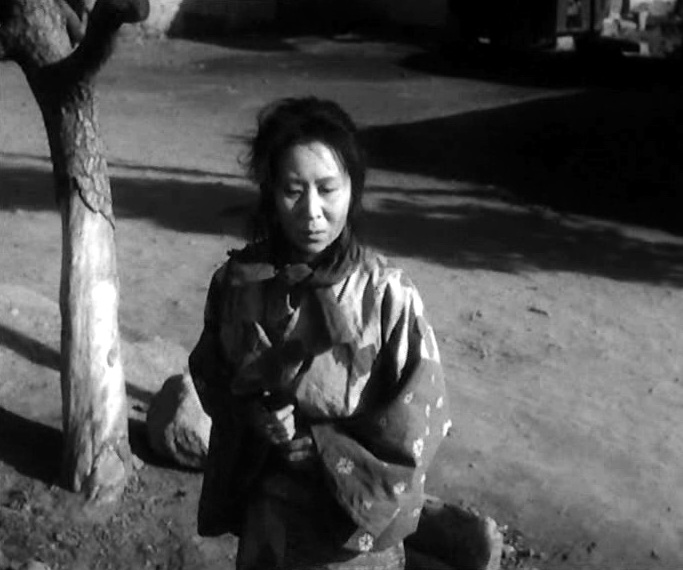
『西鶴一代女』（1952年）

『女囚と共に』（1959年）

- 小さき旅芸人（1925年、松竹キネマ）  - お菊
- 激流の叫び（1925年、松竹キネマ）  - お君
- 勇敢なる恋（1925年、松竹キネマ）
- 一心寺の百人斬（1925年、松竹キネマ）
- 自然は裁く（1925年、松竹キネマ）
- 落武者（1925年、松竹キネマ）
- 恋の捕縄（1925年、松竹キネマ）
- 御意見御無用（1925年、松竹キネマ）
- 悩ましき頃（1926年、松竹キネマ） - おさき
- 裏切られ者（1926年、松竹キネマ） - 妹お芳
- 街の人々（1926年、松竹キネマ）
- あら！呑気だね（1926年、松竹キネマ）
- お坊ちゃん（1926年、松竹キネマ） - 玉子
- 奔流（1926年、松竹キネマ）
- 恋と意気地（1926年、松竹キネマ）
- 妖刀（1926年、松竹キネマ）  - お若
- カラボタン（1926年、松竹キネマ）
- 清水次郎長全伝　後篇　阿修羅復讐の巻（1926年、松竹キネマ）
- 彼女（1926年、松竹キネマ）
- 閃く刃（1926年、松竹キネマ）
- 暗闘（1927年、松竹キネマ）
- 地下室（1927年、松竹キネマ）
- 奴の小万（1927年、松竹キネマ）
- 天王寺の腹切り（1927年、松竹キネマ）
- 高田の馬場（1927年、松竹キネマ）
- 恥しい夢（1927年、松竹キネマ）
- 国境警備の唄（1927年、松竹キネマ） - 女給つたえ
- 真珠夫人（1927年、松竹キネマ）
- 悲願千人斬（1927年、松竹キネマ）
- むさゝびの三吉（1927年、松竹キネマ）
- 夜は曲者（1927年、松竹キネマ）
- 木曾心中（1927年、松竹キネマ）
- 近代武者修行（1928年、松竹キネマ）
- 海国記（1928年、衣笠映画聯盟/松竹キネマ）
- 若しも彼女が（1928年、松竹キネマ）
- 村の花嫁（1928年、松竹キネマ） - お絹
- 感激時代（1928年、松竹キネマ） - 美保子
- 不滅の愛（1928年、松竹キネマ）
- 永遠の心（1928年、松竹キネマ）
- 鉄の処女（1928年、松竹キネマ）
- 天晴れ美男子（1928年、松竹キネマ）
- 人の世の姿（1928年、松竹キネマ）
- 妻君廃業（1928年、松竹キネマ）
- 御苦労様（1928年、松竹キネマ）
- 陸の王者（1928年、松竹キネマ） - 奈美子
- 輝く昭和（1928年、松竹キネマ）
- 青春交響楽（1928年、松竹キネマ） - 野口絹子
- 母よ君の名を汚す勿れ（1928年、松竹キネマ）
- 森の鍛冶屋（1929年、松竹キネマ） - お光
- 新女性鑑（1929年、松竹キネマ）
- 大学は出たけれど（1929年、松竹キネマ） - 野本町子
- 彼と人生（1929年、松竹キネマ） - しげ子
- 大都会 労働篇（1929年、松竹キネマ） - 嫁お君
- 山の凱歌（1929年、松竹キネマ） - 松山雪
- 落第はしたけれど（1930年、松竹キネマ） - 喫茶店の娘
- 絹代物語（1930年、松竹キネマ）
- 進軍（1930年、松竹キネマ） - 山本敏子
- 若者よなぜ泣くか（1930年、松竹キネマ） - 上杉梢
- お嬢さん（1930年、松竹キネマ） - キヌ子
- 愛よ人類と共にあれ（1931年、松竹キネマ） - 真弓
- 生活線ABC（1931年、松竹キネマ）
- マダムと女房（1931年、松竹キネマ） - 女房
- 金色夜叉（1932年、松竹キネマ） - 鴨沢宮
- 銀座の柳（1932年、松竹キネマ）
- 青春の夢いまいづこ（1932年、松竹キネマ） - ベーカリーの娘お繁
- 忠臣蔵（1932年、松竹キネマ） - 八重
- 応援団長の恋（1933年、松竹キネマ）
- 晴曇（1933年、松竹キネマ） - 川原房子
- 花嫁の寝言（1933年、松竹キネマ） - 花嫁春子
- 伊豆の踊子（1933年、松竹キネマ） - 薫
- 東京の女（1933年、松竹キネマ） - 娘春江
- 非常線の女（1933年、松竹キネマ） - 時子
- 婦系図（1934年、松竹キネマ） - お蔦
- その夜の女（1934年、松竹キネマ）
- お小夜恋姿（1934年9月15日、松竹キネマ）
- 私の兄さん（1934年12月13日、松竹キネマ） - 令嬢・須摩子
- 春琴抄 お琴と佐助（1935年、松竹キネマ） - 春琴
- 箱入娘（1935年、松竹キネマ） - おしげ
- 人生のお荷物（1935年、松竹キネマ） - 次女逸子
- お夏清十郎（1936年、松竹キネマ）
- 男性対女性（1936年、松竹キネマ） - 長女時子
- 新道 前篇朱実の巻（1936年、松竹キネマ）
- 新道 後篇良太の巻（1936年、松竹キネマ）
- 男の償ひ（1937年、松竹）
- 花籠の歌（1937年、松竹） - 森洋子
- 女醫（女医）絹代先生（1937年4月29日、松竹）
- 母と子（1938年、松竹） - 知栄子
- 愛染かつら前後篇（1938年、松竹） - 高石かつ枝
- お加代の覚悟（1939年、松竹）
- 南風（1939年、松竹） - 太宰菊子
- 春雷（1939年、松竹）
- 花のある雑草（1939年、松竹） - 夏木先生
- 絹代の初恋（1940年、松竹） -  三好絹代
- 愛染椿（1940年、松竹）
- 私には夫がある（1940年、松竹） -  田村弓子
- 征戦愛馬譜 暁に祈る（1940年、松竹） - 石川千代
- 女性の覚悟（1940年、松竹）
- 浪花女（1940年、特作プロ） - 千賀子
- 舞台姿（1940年、松竹）
- お絹と番頭（1940年、松竹）
- 十日間の人生（1941年、松竹） -  ヤス
- 元気で行かうよ（1941年、松竹）
- 花（1941年、松竹）
- 簪（1941年、松竹） - 恵美
- 女医の記録（1941年、松竹）
- 家族（1942年、松竹）
- 日本の母（1942年、松竹）
- 或る女（1942年、松竹） - おしげ
- 開戦の前夜（1943年、松竹）
- 敵機空襲（1943年、松竹）
- 坊ちゃん土俵入り（1943年、松竹）
- ☆団十郎三代（1944年、松竹） - お加納
- 還って来た男（1944年、松竹） -  小谷初枝
- 陸軍（1944年、松竹） - わか
- 宮本武蔵（1944年、松竹） - 野々宮信夫
- 必勝歌（1945年、松竹） - 子守歌をうたふ女
- 三十三間堂通し矢物語（1945年、東宝） - お絹
- 彼女の発言（1946年、松竹）
- 女性の勝利（1946年、松竹） - 細川ひろ子
- 歌麿をめぐる五人の女（1946年、松竹） - 難波屋おきた
- 結婚（1947年、松竹） - 松川文江
- 女優須磨子の恋（1947年、松竹） - 松井須磨子
- 不死鳥（1947年、松竹） - 相原小夜子
- 夜の女たち（1948年、松竹） - 大和田房子
- 風の中の牝雞（1948年、松竹） - 時子
- わが恋は燃えぬ（1949年、松竹） - 平山英子
- 新釈四谷怪談（1949年、松竹） - お岩
- 真昼の円舞曲（1949年、松竹）
- 思い出のアルバム（1950年、松竹）
- 宗方姉妹（1950年、新東宝） - 宗方節子
- 奥様に御用心（1950年、松竹＝田中絹代プロ）
- 婚約指環（1950年、松竹） - 妻典子
- おぼろ駕籠（1951年、松竹） -  お仲
- お遊さま（1951年、大映） - お遊さま
- 夜の未亡人（1951年、新東宝）
- 銀座化粧（1951年、新東宝） - 津路雪子
- 武蔵野夫人（1951年、東宝） - 秋山道子
- 愛染橋（1951年、大映）
- 稲妻草紙（1951年、松竹） - お雪
- 西鶴一代女（1952年、新東宝） - お春
- 西陣の姉妹（1952年、大映） -  染香
- おかあさん（1952年、新東宝） - 福原正子
- 秘密（1952年、大映） - 田島美代
- まごころ（1953年、松竹） - 邦子
- 安宅家の人々（1952年、大映） - 安宅國子
- 雨月物語（1953年、大映） - 宮木
- 新書太閤記　流転日吉丸（1953年、東映）  - 奈加
- 獅子の座（1953年、大映） - 久
- 煙突の見える場所（1953年、新東宝） - 緒方弘子
- 恋文（1953年、新東宝） - 下宿のおばさん
- 山椒大夫（1954年、大映） - 玉木
- 女の暦（1954年、新東宝） -  佐伯ミチ
- 噂の女（1954年、大映） - 馬淵初子
- 月は上りぬ（1955年、日活） - 下働き米や
- 渡り鳥いつ帰る（1955年、東宝） -  おしげ
- 少年死刑囚（1955年、日活） -  山本里子
- 月夜の傘（1955年、日活） - 小谷律子
- 王将一代（1955年、新東宝） -  小春
- 色ざんげ（1956年、日活） - お八重
- 雑居家族（1956年、日活） - 女流作家・くに子（特別出演）
- あやに愛しき（1956年、民芸） -  徳子
- 女囚と共に（1956年、東宝） -  竹原
- 嵐（1956年、東宝） - お徳
- 流れる（1956年、東宝） - 梨香
- 黄色いからす（1957年、歌舞伎座） - 松本雪子
- 異母兄弟（1957年、独立映画） - 利江
- 太夫さんより 女体は哀しく（1957年、宝塚映画） - おえい
- 地上（1957年、大映） - お光
- 悲しみは女だけに（1958年、大映） - 秀代
- 楢山節考（1958年、松竹） - おりん
- 彼岸花 （1958年、松竹） - 清子
- この天の虹（1958年、松竹） - フミ
- 母子草（1959年、東映） -  小沢しげ
- 素晴らしき娘たち（1959年、東映）
- 太陽に背く者（1959年、松竹） -  市川の妻ふみ
- 浪花の恋の物語（1959年、東映） - 妙閑
- 日本誕生（1959年、東宝） - 倭姫[43]
- おとうと（1960年、大映） - 母
- 別れて生きるときも（1961年、東宝）  - 美智の母
- 放浪記（1962年、宝塚映画） - 母きし
- 殺陣師段平（1962年、大映） - お春
- かあちゃん長生きしてね（1962年、松竹）  - 芳野
- 結婚式・結婚式（1963年、松竹）
- 死闘の伝説（1963年、松竹） - 園部静子
- 太平洋ひとりぼっち（1963年、石原プロ） - 母
- 光る海（1963年、日活） -  矢崎信子
- この空のある限り（1964年、松竹）  - 松崎静江
- 香華（1964年、松竹） - つな
- 赤ひげ（1965年、東宝） - 登の母
- 男はつらいよ 寅次郎夢枕（1972年、松竹） - 旧家の奥様
- 三婆（1974年、東宝） - 武市タキ
- サンダカン八番娼館 望郷（1974年、東宝） - 晩年の北川サキ
- ある映画監督の生涯 溝口健二の記録（1975年、近代映画協会）
- おれの行く道（1975年、松竹） -  佐々木キク
- 北の岬（1976年、東宝） - 老年の修道女
- 大地の子守歌（1976年、松竹） - 農婦

### テレビドラマ
- 木下恵介劇場 / 二人の星（1966年、TBS） - 金子糸子
- 桃太郎侍（1967年、NTV）
- 大河ドラマ / 樅ノ木は残った（1970年、NHK総合） - 津多
- 明日のしあわせ（1970年、NET）
- 女人平家（1971年、朝日放送） - 汐戸
- たった一人の反乱（1973年、NHK総合）
- 東芝日曜劇場
  - 第926話「りんりんと」（1974年・HBC）
  - 第1000話「幻の町」（1976年・HBC） - 木山さわ
  - 第1009話「惜春の歌」（1976年・CBC）
- 前略おふくろ様（NTV） - 片島益代
  - 第1シリーズ（1975年 - 1976年）
  - 第2シリーズ（1976年 - 1977年）
- 連続テレビ小説 / 雲のじゅうたん（1976年、NHK総合） - ナレーション

### その他の番組
- 第11回NHK紅白歌合戦（1960年、NHK総合・ラジオ第1） - 審査員
- 今晩は裕次郎です（1963年、NTV） - ゲスト
- 第21回NHK紅白歌合戦（1970年、NHK総合・ラジオ第1） - 審査員

## 監督映画作品

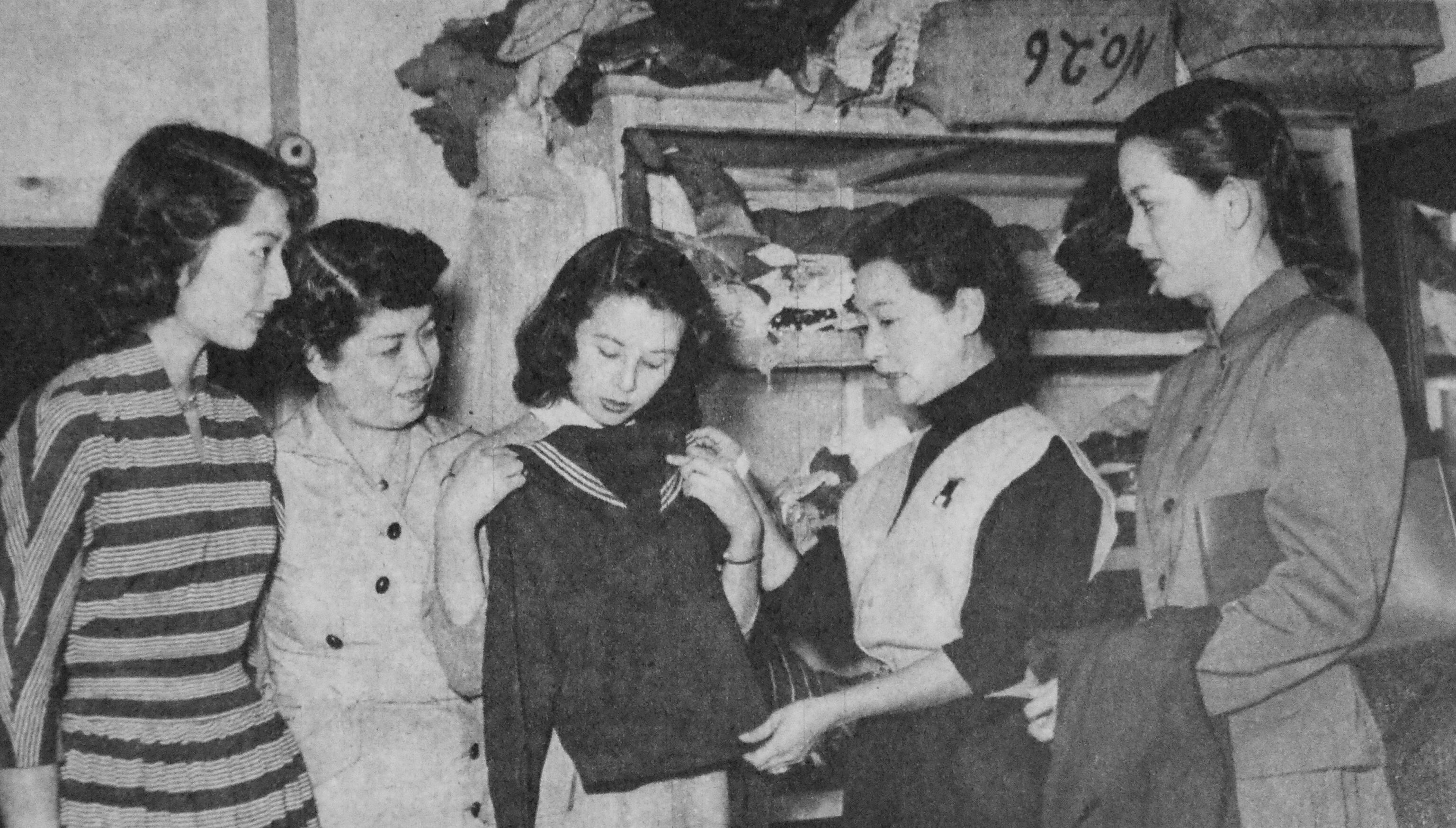
『恋文』の衣装合わせ中（左から、香川京子、花岡菊子、久我美子、田中、関千恵子）

- 恋文（1953年、新東宝）
- 月は上りぬ（1955年、日活）
- 乳房よ永遠なれ（1955年、日活）
- 流転の王妃（1960年、大映）
- 女ばかりの夜（1961年、東京映画）
- お吟さま（1962年、文芸プロ）

## ディスコグラフィー
- 「銀幕（エクラン）ぶし」（作詞：藤田まさと／作曲：山田栄一。ポリドール。1936年1月発売）
- 「すみだ川」（作詞：佐藤惣之助／作曲：山田栄一 唄：東海林太郎。ポリドール。1937年2月発売）-　同曲の台詞を担当
- 「愛の紅椿」（作詞：西條八十／作曲：万城目正／編曲：仁木多喜雄。コロムビア。1940年3月発売） - 霧島昇とのデュエット曲

## 田中絹代を演じた女優
- 乙羽信子・秋吉久美子・高橋かおり - テレビドラマ『花も嵐も踏み越えて 女優田中絹代の生涯』（1984年、テレビ朝日）
- 有森也実 - 映画『キネマの天地』（1986年、松竹） ※役名は田中小春。
- 吉永小百合 - 映画『映画女優』（1987年、東宝） ※田中絹代の半生を描いた映画作品。

## 記念館
下関市立近代先人顕彰館（山口県下関市田中町）に「田中絹代ぶんか館」の愛称が付いており、同館2階に田中絹代記念館がある。